# Женщина-невидимка (фильм, 1940)
«Женщина-невидимка» (англ. The Invisible Woman) — фантастический фильм 1940 года режиссёра А. Эдварда Сазерленда. Фильм, несмотря на свой жанр, входит в классическую серию фильмов ужасов студии Universal.

## Сюжет
Плэйбой Дик Расселл разорён — он не сможет больше тратить деньги на вечеринки, девушек и опыты своего давнего компаньона и друга профессора Гиббса, о чём и извещает последнего. Однако профессор не расстроен: он уверяет Расселла, что сделанное им открытие в ближайшее время вернёт и приумножит состояние Дика.
Для проведения контрольного испытания «машины невидимости» Гиббс даёт объявление в газеты о поиске добровольца, и на него откликается уволенная из магазина одежды модель Китти Кэрролл. Эксперимент проходит успешно, и ставшая невидимой Китти отправляется мстить своему бывшему боссу — мистеру Гроули.
В это время объявлением профессора заинтересовывается мафия, чей представитель, выяснив в редакции газеты адрес Гиббса, навещает его и пытается втереться в доверие. Однако вернувшаяся после совершения мести Китти разоблачает мафиози и угрозами прогоняет его из дома профессора.
Профессор и мисс Кэрролл едут вслед за Диком в его загородный дом с целью доказать мистеру Расселлу успешность эксперимента, им это удаётся, но Китти напивается и засыпает. В это время мафиози пробираются в дом Гиббса, крадут машину невидимости (заперев миссис Джексон, экономку профессора, в кладовой) и увозят её в Мексику к своему боссу.
При проведении опытов в Мексике выясняется, что без инъекции по секретной формуле машина не делает невидимым, а производит на испытуемого другие эффекты. Так, подопытный мафиози, у которого должна была исчезнуть шея, вместо этого начинает говорить фальцетом. В это время в доме Дика Расселла, пока профессор ищет способ вернуть Китти видимость, между ней и Диком возникает взаимная симпатия.
Вернувшиеся мафиози оглушают Дика и похищают Китти и профессора. Пока босс мафии уговаривает профессора сделать его невидимым, Китти, узнав, что она может стать невидимой под действием спирта, пользуется этим, после чего оглушает всех мафиози. В этот момент к укрытию мафии приезжает Дик, которого мисс Кэрролл немного разыгрывает.
В финальной сцене ребёнок Китти и Дика становится невидимым после растирания спиртом.

## В ролях
- Вирджиния Брюс — фотомодель Китти Кэрролл
- Джон Берримор — профессор Гиббс
- Джон Ховард — Ричард Расселл
- Чарльз Рагглз — Джордж

## Критика и отзывы
Отзывы критиков были неоднозначными. Теодор Штраус из «The New York Times» назвал фильм «глупым, банальным и скучным ... Сценарий такой же скрипучий, как двухколёсная повозка, и если бы не тот факт, что Джон Берримор снимает» мы бы ненавидели разъезжать на нём и думали бы о том, чем могла бы стать «Девушка-невидимка». Журнал Variety назвал фильм «Хорошим развлечением для широкой аудитории». «Film Daily» называл фильм «смехотворным», «ярким» и «очень веселым». «Harrison's Reports» заявил, что фильм «довольно хорошая комедия для масс ... но она не предлагает ничего нового для тех, кто видел другие картины, в которых персонаж стал невидимым». Джон Мошер из «The New Yorker» написал: «Старый трюк всё ещё хорош, но он не привёл к большим преимуществам здесь ... На самом деле, это самый слабый пример того трюка, который камера так легко может сделать забавным».

## Факты
- В качестве "машины невидимости" используется несколько видоизменённый аппарат доктора Франкенштейна из фильма "Призрак Франкенштейна".
- В сцене расправы с мистером Гроули отчётливо видны силуэт и руки Китти, по сюжету полностью невидимой.

## Награды
- Номинация на премию Оскар за спецэффекты[8].

## Сиквел
Благодаря финансовому успеху фильма продолжение под названием «Агент-невидимка» было выпущено в 1942 году. В фильме Джон Холл сыграл Фрэнка Реймонда - секретного агента, который подвергается подобному лечение, чтобы стать новым человеком-невидимкой и выполнять секретные миссии для правительства США.

## Ремейк
После работы над Человеком-невидимкой 2020 года в ноябре 2019 года было объявлено, что на стадии разработки находится дополнительный фильм, сфокусированный вокруг «Девушки-невидимки» и Человека-невидимки. Элизабет Бэнкс сыграет главную роль, а также будет режиссёром и продюсером фильма «Девушка-невидимка» на основе её собственных оригинальных идеях. Эрин Крессида Уилсон напишет сценарий перезагрузки женского аналога, а Макс Гендельман и Элисон Смолл будут продюсером и исполнительным продюсером соответственно.